# Gisèle Brelet
Gisèle Brelet, właśc. Jeanne Marie Noémie Brelet (ur. 6 marca 1915 w Fontenay-le-Comte, zm. 21 czerwca 1973 w Sèvres) – francuska pianistka i muzykolożka.

## Życiorys
Studiowała w konserwatorium w Nantes u Gontrana Arcouet oraz w Konserwatorium Paryskim u Lazare’a Lévy’ego. W latach 1948–1951 studiowała filozofię i biologię na Uniwersytecie Paryskim. W 1949 roku uzyskała doktorat na podstawie pracy Le temps musical. Od 1950 roku była dyrektorką Bibliothèque Internationale de Musicologie. Występowała jako pianistka w radio francuskim.
Była autorką prac Esthétique et création musicale (Paryż 1947), Le temps musical (Paryż 1949) i L’interprétation créatrice (Paryż 1951). W swojej pracy naukowej koncentrowała się na zagadnieniu ontologii dzieła muzycznego, zwłaszcza jego struktury czasowej. W jej rozważaniach widoczny jest wpływ fenomenalizmu i strukturalizmu.